# めちゃかわ
『めちゃかわ』は、谷口あさみによる日本のギャグ漫画作品。犬を題材とした漫画である。『別冊コロコロコミック』（小学館）で2004年4月号から2005年2月号まで連載された。全6話。
主人公であるサトルがペットのコロとギャグを繰りひろげる一話完結型のギャグ漫画である。

## あらすじ
主人公の少年サトルは勉強もスポーツなどもダメだった。そんなある日、サトルは下校中、捨て犬のコロと出会う。

## 登場人物
サトル
本作の主人公。一人称は「オレ」。
コロ
もう一人の主役。サトルの飼い犬。